# Villa Kråkslottet

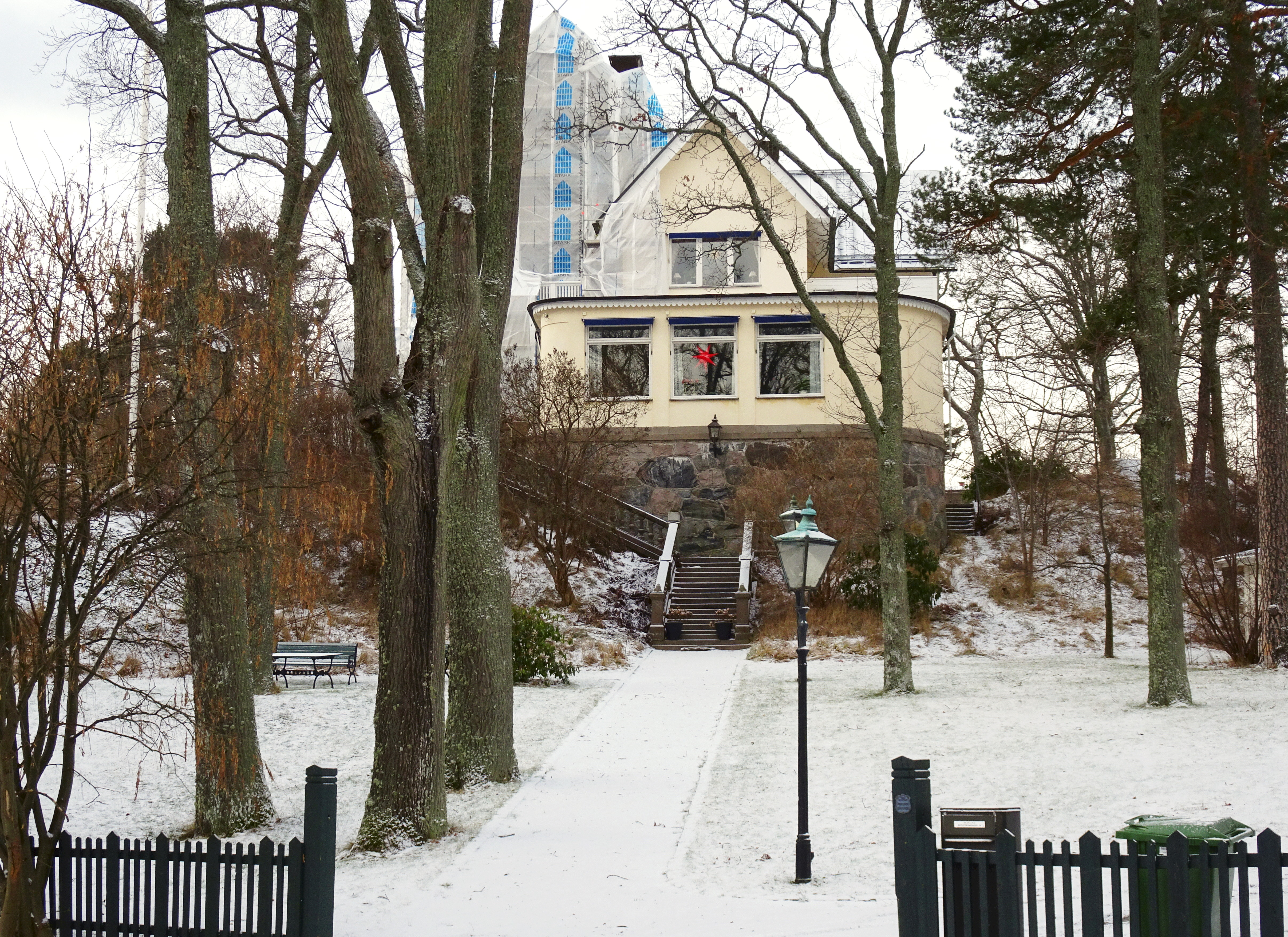
"Kråkslottet" i januari 2016.

Villa Kråkslottet var namnet på en villa vid nuvarande Saltsjöpromenaden 18 i Saltsjöbaden, Nacka kommun. Villan hette ursprungligen Hvilan (Vilan) och uppfördes i början av 1890-talet av byggmästaren Isaak Hirsch efter ritningar av arkitekt Erik Josephson. Kråkslottet beboddes av bland annat skådespelaren Karl Gerhard och sonen Per Gerhard. Villan finns fortfarande kvar, men i kraftigt ombyggt skick.

## Beskrivning

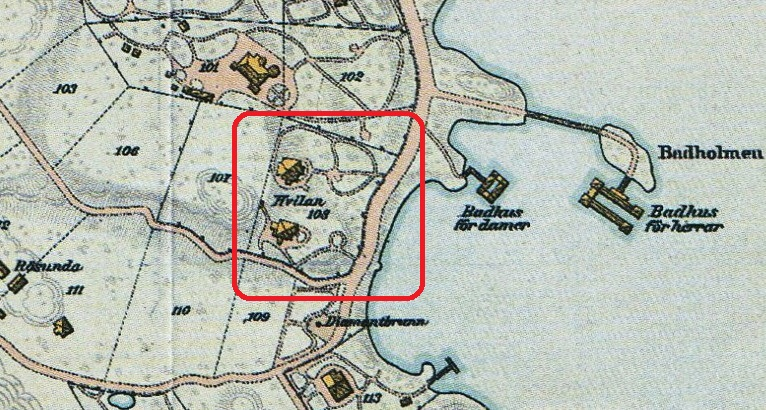
Del av Kruuses karta från 1896.

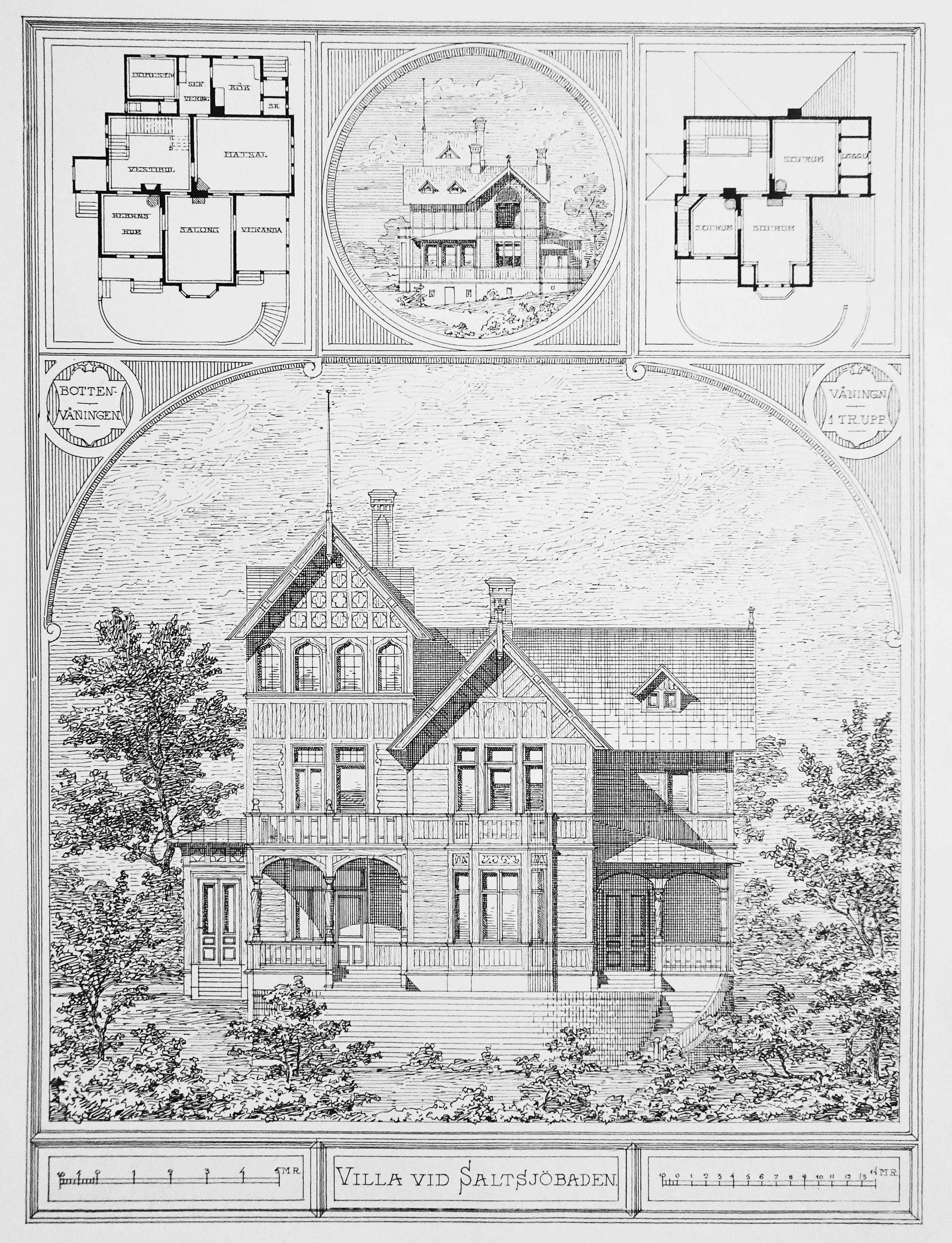
"Hvilan" i Svenska Herrgårdar och villor 1894, ritning av Hjalmar Kumlien.

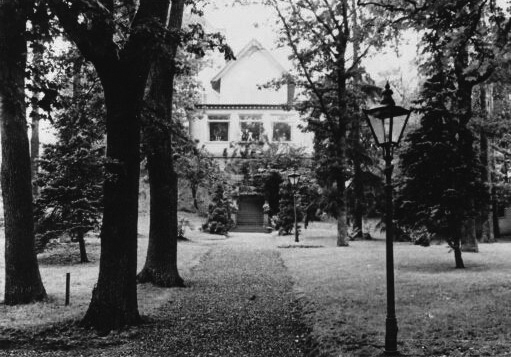
"Kråkslottet" på en julhälsning 1935.

Som framgår av H.M. Kruuses karta över Saltsjöbaden från 1896 hette Kråkslottet ursprungligen Hvilan och bakom den stod storbyggmästaren Isaak Hirsch och arkitekten Erik Josephson. Den senare ritade omkring 1892 nästan samtidigt Grand Hôtel, Grand Restaurant, Ackevillan och Villa Bikupan. Hvilan var ett trähus och en variant av Ackevillan och Bikupan. 
Det fanns ett lågt torn med sadeltak, gavelutbyggnader, verandor och burspråk samt små takkupor. Fasaderna var klädda med träpanel i olika riktningar och taken var täckta med plåt.  Entrén låg på södra långsidan. Därifrån nådde man en stor trapphall med öppen spis. Samtliga rum grupperade sig runt trapphallen: matsal, salong och herrens rum samt kökstrakten som inrymdes i en enplans utbyggnad mot norr. På övre våningen återfanns tre sovrum och en loggia.
Ursprungligen fanns på samma tomt ytterligare en villa Hvilan, senare kallad ”Doktorsvillan”, vilken länge användes som bostad för överläkaren vid intilliggande Saltsjöbadens sanatorium. Även den ritades av Josephson och byggdes av Hirsch och hade likheter med Ackevillan och Bikupan. Doktorsvillan revs på 1960-talet för att ge plats åt en förlängning av sanatoriets östra flygel.

## Boende
På 1890-talet ägdes villan av grosshandlaren Carl Bengtsson som var en av initiativtagaren till Södertörns villastad. Han avled 1903 och den nye ägaren blev grosshandlaren H. Gullberg, som lät 1904 rita en om- och tillbyggnad som resulterade i att kökstrakten höjdes med en våning och att flera sovrum tillkom.
Villans namn ”Kråkslottet” gavs av husets mest prominenta ägare, revykungen Karl Gerhard, som flyttade in 1926 och bodde här med bland annat sin sambo Göthe Ericsson och sin adoptivdotter Fatima Svendsen fram till sin död i april 1964. Kråkslottet var även namnet på en Knäppupp-produktion med Karl Gerhard i huvudrollen, som spelades 1957–1958. 
På 1930- och 1950-talen lät Gerhard genomföra omfattande om- och tillbyggnader av gamla Hvilan, som gav huset dagens utseende. På en julhälsning från 1935 syns villan utan träpanel men med putsade fasader och med enkla, spröjslösa fönster. I ett reportage om det nygifta paret Fatima och Gösta Ekman i Vecko-Journalen 1962 syns båda framför villan och dansande i husets bibliotek. Idag har huset fasader i gulvitt kulör. Efter Karl Gerhard ägdes huset av sonen Per Gerhard.

## Se även

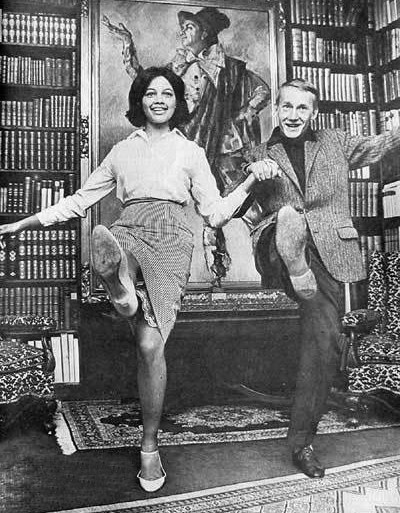
Fatima och Gösta Ekman i "Kråkslottet", Vecko-Journalen nr 19, 1962.